# Канарська діоцезія
Кана́рська діоце́зія (лат. Dioecesis Canariensis; ісп. Diócesis de Canarias) — діоцезія римського обряду Католицької церкви в Іспанії, з центром у місті Лас-Пальмас. Охоплює терени східних Канарських островів (Гран-Канарія, Фуертевентура та Лансароте). Входить до складу Севільської церковної провінції. Суфраганна діоцезія Севільської архідіоцезії. Заснована 7 липня 1406 року. Голова — єпископ Канарський. Центральний храм — Лас-Пальмаський собор.  Площа — 4,106 км². Населення — 1,011,928 ос.; з них католики — 860,139 ос. (85.0%). Чинний голова — Франсіско Касес Андреу, єпископ Канарський.

## Єпископи
- Франсіско Касес Андреу

## Статистика
Згідно з «Annuario Pontificio» і Catholic-Hierarchy.org:
| Рік  | Населення | Населення | Населення | Священики | Священики | Священики | Священики           | Диякони | Ченці    | Ченці | Парафії |
| Рік  | католики  | загалом   | %         | загалом   | секулярні | ченці     | вірних на священика | Диякони | чоловіки | жінки | Парафії |
| ---- | --------- | --------- | --------- | --------- | --------- | --------- | ------------------- | ------- | -------- | ----- | ------- |
| 1950 | 375.911   | 376.046   | 100,0     | 198       | 146       | 52        | 1.898               |         | 112      | 497   | 111     |
| 1970 | 590.020   | 591.976   | 99,7      | 292       | 221       | 71        | 2.020               |         | 101      | 632   | 129     |
| 1980 | 656.000   | 663.000   | 98,9      | 271       | 203       | 68        | 2.420               |         | 123      | 783   | 146     |
| 1990 | 793.212   | 803.392   | 98,7      | 253       | 187       | 66        | 3.135               |         | 112      | 818   | 150     |
| 1999 | 820.530   | 862.955   | 95,1      | 259       | 197       | 62        | 3.168               | 1       | 83       | 602   | 327     |
| 2000 | 830.500   | 881.350   | 94,2      | 264       | 202       | 62        | 3.145               | 1       | 85       | 596   | 327     |
| 2001 | 830.500   | 881.350   | 94,2      | 238       | 194       | 44        | 3.489               | 1       | 63       | 599   | 327     |
| 2002 | 892.198   | 924.558   | 96,5      | 272       | 208       | 64        | 3.280               | 1       | 101      | 490   | 295     |
| 2003 | 800.677   | 924.558   | 86,6      | 269       | 205       | 64        | 2.976               | 1       | 101      | 490   | 296     |
| 2004 | 832.665   | 979.606   | 85,0      | 256       | 185       | 71        | 3.252               | 1       | 105      | 488   | 296     |
| 2006 | 860.139   | 1.011.928 | 85,0      | 186       | 63        | 249       | 3.454               | 1       | 143      | 425   | 296     |